# Wiemerstedt
Wiemerstedt er en by og kommune i det nordlige Tyskland, beliggende i Amt Kirchspielslandgemeinden Eider i den nordlige del af Kreis Dithmarschen. Kreis Dithmarschen ligger i den sydvestlige del af delstaten Slesvig-Holsten.

## Geografi
Wiemerstedt er beliggende omkring 10 km nord for kreisens administrationsby Heide, 3 km vest for Hennstedt og 6 km syd for Ejderen.
Wiemerstedt ligger ved vestenden af Heide-Itzehoer Geest. Fedderinger Moor er en del af Lundener Niederung, en stor lavning i Eider-Treene-Niederung. Den mod vest løbende Broklandsau munder ud i Ejderen.

### Nabokommuner
Nabokommuner er Fedderingen mod nord, Hägen, og Norderheistedt mod øst og Weddingstedt mod syd.